# Kumla kyrkby
Kumla kyrkby est une localité de la commune de Sala dans le comté de Västmanland en Suède.
Sa population était de 191 habitants en 2019.